# ویلیام گورهام
ویلیام گورهام (انگلیسی: William Gorham; ۴ ژانویهٔ ۱۸۸۸ – ۲۴ اکتبر ۱۹۴۹) مهندس، کارآفرین و مشاور آمریکایی ژاپنی بود، که از موسسان شرکت نیسان می‌باشد.